# Давид Шведзки
Давид Шведски (пољ. Dawid Szwedzki; Пила, 18. април 1994) пољски је пливач чија специјалност су трке мешовитим и прсним стилом. 
Био је члан репрезентације Пољске на светским првенствима у Будимпешти 2017. и Квангџуу 2019, а најбољи резултат остварио је 2019. у дисциплини 400 мешовито у којој је заузео укупно 16. место у квалификацијама. 
Учестовао је и на Универзијади 2017. у Тајпеју где је заузео пето место на 400 мешовито. 